# 女友達 (野口五郎の曲)
「女友達」（おんなともだち）は、1976年2月10日に発売された野口五郎の19枚目のシングルである。

## 収録曲
- 全曲作詞：山上路夫／作曲：佐藤寛／編曲：クニ河内

1. 女友達
2. 一人の部屋